# Туґарацький джамоат
Туґара́цький джамоат (тадж. Ҷамоат Тугарак) — джамоат у складі Восейського району Хатлонської області Таджикистану.
Адміністративний центр — село Туґарак.
Населення — 26572 особи (2010; 26092 в 2009).
До складу джамоату входять 12 сіл:
| Населений пункт        | Стара назва | Населення, осіб (2009) | Населення, осіб (2010) |
| ---------------------- | ----------- | ---------------------- | ---------------------- |
| Ібрат                  | Ібрат       | 1324                   | 1340                   |
| імені Рамазона Файзова | -           | 2009                   | 2019                   |
| імені Хасана Курбонова | Лархобі     | 2968                   | 2995                   |
| Іттіфок                | Москва      | 436                    | 470                    |
| Навбахор               | -           | 1717                   | 1750                   |
| Навобод                | Новабад     | 3767                   | 3795                   |
| Сулхобод               | Сулхабад    | 3910                   | 3960                   |
| Туґарак                | Тугарак     | 3984                   | 4191                   |
| Ходжа-Мумін            | Кайрагоч    | 896                    | 905                    |
| Чордара                | Чердара     | 757                    | 766                    |
| Шохбіка                | Шобіка      | 2804                   | 2840                   |
| Шохбікаї-Боло          | Шобіка      | 1520                   | 1541                   |